# Västerås
Västerås ([vɛstərˈoːs]) kiejtéseⓘ város Svédországban, Västmanland megyében a Mälaren-tó partján, Stockholmtól 100 kilométerre nyugatra.
Västerås község valamint Västmanland megye székhelye. Lakossága 107 005 fő.

## Történelem
Västerås egyike Svédország és Észak-Európa legrégebbi városainak. A város neve a "Västra Aros"-ból ered, amely utalás a Svartån folyó tölcsértorkolatára. A térség már több mint 1000 éve lakott terület.
A 11. század elején Västeras már Svédország második legnagyobb városa volt, a 12. században pedig a püspök székhelyévé vált.
1527-ben I. Gusztáv itt hívta össze az svéd országgyűlést. Ekkor született meg a döntés mely szerint meg kell szüntetni a katolikus egyház hatalmát és Svédországot protestáns országgá kell változtatni.
Itt található Svédország legöregebb gimnáziuma is. A Rudbeckianska Gimnáziumot 1623-ban alapította Johannes Rudbeckius püspök.
A 18. és 19. században az uborkatermesztés gyakorivá vált, Västerås ekkor kapta az "Uborkaváros" (Gurkstaden) becenevet.

## A város napjainkban
Västeråst ma elsősorban ipari városként tartják számon de emellett logisztikai és kereskedelmi központ is.
A város kampányba kezdett a turizmus illetve a lakosság növelése céljából. Hivatalos logót terveztek és a címer helyett gyakran ezt használják. Västeråsnak van a legnagyobb tóparti kikötője Skandináviában a Mälaren-tónál. A város felhőkarcolója a "Skrapan" pedig Svédország legmagasabban található koktélbárjának, a Sky Barnak ad otthont. Minden évben itt kerül megrendezésre a Power Big Meet ahol nagy teljesítményű autók tulajdonosai találkoznak illetve mutatják meg az érdeklődőknek a járműveiket.

## Ipar
1891-ben megépült a vízerőmű a Svartånon. Ez a villamosítás bátorította fel az ASEA-t hogy a továbbiakban Västeråsban üzemeljen. Később a Brown Boverivel (BBC) való egyesülés után a cég neve ABB lett. Västerås gyorsan az egyik legfontosabb svéd ipari várossá vált. A városban jelen van a szállítással foglalkozó Bombardier illetve a nehézipari Outukumpu Copper is.

## Kereskedelem
A város Svédország egyik fő logisztikai központja, rendkívül kedvező fekvésének, sűrűn lakottságának valamint jól felszerelt infrastruktúrájának köszönhetően. Többek között az ICA AB-nak van az egyik fő elosztási központja itt.
Västeråsból indult el a nemzetközi ruha-kiskereskedelmi vállalat a H&M is. Első boltjuk a városközpontban épült 1947-ben.

## Személyek
- Patrik Berglund
- Asa Carlsson
- Patrik Isaksson
- Pontus Kåmark
- Nicklas Lidström
- Pandora
- Stefan Pettersson
- Pugh Rogefeldt
- Linda Rosing
- Tommy Salo
- Bobo Stenson
- Gary Sundgren
- Esbjörn Svensson
- Mai Zetterling

## Testvérvárosok
- Lahti, Finnország
- Randers, Dánia
- Ålesund, Norvégia
- Akureyri, Izland
- České Budějovice, Csehország
- Banja Luka, Bosznia-Hercegovina